# ヴォイチェフ・ヤルゼルスキ
ヴォイチェフ・ヴィトルト・ヤルゼルスキ（ポーランド語: Wojciech Witold Jaruzelski [ˈvɔjt͡ɕɛx ˈvitɔld̥ jaruˈzɛlskʲi],  発音、1923年7月6日 - 2014年5月25日）は、ポーランドの軍人、政治家。軍人としての最終階級は上級大将。
冷戦後期、ソ連の衛星国だったポーランド人民共和国においてポーランド統一労働者党第一書記、首相（第7代）、国家評議会議長（第6代）、大統領（初代）を務めた他、民主化後のポーランド共和国初代大統領を務めた。在任中に戒厳令を発令して反体制派を弾圧した一方、東欧革命においてレフ・ヴァウェンサを中心とする自主管理労働組合「連帯」など反体制派との協議により、平和裏なポーランドの民主化に貢献したことなどから評価が分かれる人物である。

## 来歴

### 生い立ち
ポーランドのルブリン県プワーヴィ郡のクルフで、愛国主義的な貴族の子として生まれる。祖父は1863年にロシア帝国支配下で起こった一月蜂起に参加し、父ヴワディスワフも1920年のポーランド・ソヴィエト戦争に参加している。ワルシャワのビェラヌィ地区にあったカトリック修道会の寄宿舎で教育を受ける。少年期のヤルゼルスキは信心深くとても優秀であったと言われている。
1939年に家族とともにリトアニアに亡命。リトアニアがソ連に併合されると、1940年にはシベリア地方に抑留され、タイガでの森林伐採にまわされた。このとき雪の強い照り返しで目を傷め、以後色付きのめがねをしているとされる。なお、父はこの抑留中に命を落としている。

### 軍人に
ヴワディスワフ・アンデルス率いるポーランド亡命政府軍に入隊志願したが失敗し、同時期に編成された親ソ連派のポーランド軍団への入隊を図る。1943年、ロシアのリャザンに設けられた士官学校で学び、ヘンルィク・ドンブロフスキの第2歩兵師団に偵察小隊の指揮官として配属される。大戦末期におけるヴィスワ川での戦闘やワルシャワ解放などに参加した。1945年5月にナチス・ドイツが敗北し、第二次世界大戦が終結すると軍内で地位を固めた。
1947年からポーランド労働党（1948年からポーランド統一労働者党）員。上級歩兵学校とK.スヴェルチェフスキ名称参謀本部アカデミーを優秀で卒業、1957年に第12機械化師団長を務めた。1960年には軍政治総局長に、1965年には軍参謀総長に就任し、1962年に国防次官、1968年4月から1983年11月まで国防大臣を務める。

### 首相就任
1980年7月に北部の都市・グダニスクで食肉の値上げを原因に起きたストをきっかけに造船所の工員レフ・ヴァウェンサ（レフ・ワレサ）が自主管理労働組合「連帯」を組織し、委員長に就任した。民衆からの民主化への要望が高まる中、ヤルゼルスキは1981年2月に首相に就任。また、同年の10月から党第一書記を兼任することになる。

### 戒厳令
その後も高まる民主化運動とそれに伴うソ連の内政介入への対抗策として1981年12月13日にポーランド全土に戒厳令を布告したものの、民衆の民主化要求に背くこの行為は、共産圏を除く世界各国から激しい非難を浴びる結果となる。戒厳令中の1983年2月に、史上初のポーランド出身のローマ教皇であるヨハネ・パウロ2世がポーランドを訪問した際には、直接的な批判は避けながらもヤルゼルスキに対し、「人間の顔をした社会主義」を実現するよう強く求めた。
修道会寄宿舎で学んだ経歴を持ち、信心深いカトリック教徒であるヤルゼルスキは「この時のローマ教皇との会見がその後の方向転換の大きなきっかけとなった」と後に語っている。
なお、ヨハネ・パウロ2世はこれ以降も連帯をはじめとする民主化運動への有形無形の協力と、社会主義政権への圧力を粘り強く掛け続けた。その後ヤルゼルスキは、1981年から1983年まで救国軍事会議議長、1983年からはポーランド軍総司令官となった。

### 民主化
教皇訪問後の1983年7月には戒厳令が解除され、ヤルゼルスキは社会主義の枠内での経済改革を試みたが、「連帯」率いる労働者からの支持が得られず効果は上がらなかった。その後1985年11月には国家評議会議長に就任したが、同年にソ連ではペレストロイカ政策を押し進めるミハイル・ゴルバチョフが共産党書記長に就任し、その結果ポーランドをはじめとする東欧諸国にも民主化の波が急激に押し寄せた。
この様な民主化の波を受け、1989年2月以降数度にわたり行われた「円卓会議」と呼ばれる「連帯」を中心とする反体制側との会議で、上院の新設や下院立候補の制限緩和、「連帯」の合法化などの大幅な民主化政策の実施についての合意を成立させ、民主化への道筋をつけることに成功した。

### 初代大統領就任
その後1989年6月に行われた部分的自由選挙では「連帯」系候補者が地滑り的な大勝利を収め、8月2日には統一労働者党（共産党）出身のチェスワフ・キシチャク内相を強引に首相に指名したものの、｢連帯｣が認めず組閣に失敗し、その後8月24日に「連帯」出身のタデウシュ・マゾヴィエツキが首相に指名された。
ヤルゼルスキ自身は先立って行われた円卓会議での合意の下、ポーランドの初代大統領に選出され、1990年12月まで大統領を務めたが、初の自由選挙で大統領に選出されたかつての政敵、ヴァウェンサにその座を譲って政界を引退した。しかし12月22日のヴァウェンサの大統領就任式には招待されず、ポーランド亡命政府がヴァウェンサにレガリアを引き渡すところをテレビで見る羽目となった。

### 晩年

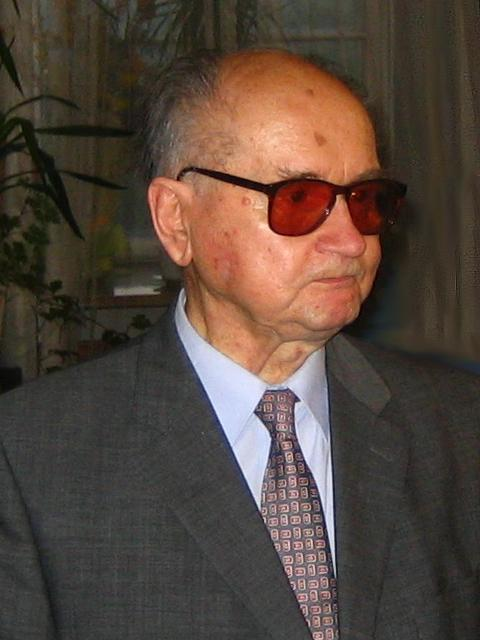
ヤルゼルスキ（81歳時）
2006年の撮影

政界を引退してからのヤルゼルスキは回想録を出版した後、民主化されたポーランド政府から年金を受け取って生活していた。しかし2007年4月17日、1981年の戒厳令布告の際の民主化弾圧の責任を問われ、ポーランド検察によって起訴された。
しかし高齢であることを考慮され、自宅から毎月裁判所に出廷することを許された。弁護側は、ヤルゼルスキが「あの時戒厳令を布告して民主化運動を取り締まらねばソ連が介入してきたはずであり、結果的にポーランドの独立を守った」と主張したが、検察側は、ソ連はポーランド内政に干渉しないという当時のソ連指導部の文書を提示し、ヤルゼルスキ側の弁論に反論した。有罪ならば懲役10年程度が予想されていた。
ヤルゼルスキは2011年より癌の治療を受けていたが、2014年5月初旬に脳卒中になり、呼吸困難や身体の麻痺などの症状を訴えて治療中だったという。2014年5月25日午後3時24分、脳梗塞によりワルシャワ市内の病院で死去。90歳没。

## 人物

### 評価
ヤルゼルスキは、戒厳令を敷いたことで非難されており、実際に戒厳令中には民主化を主張するポーランド人を弾圧した。しかし一方で熱心なカトリック信徒でもある彼は、教会に逃げ込んだデモ隊に対して弾圧を行なうことは決してなかった。また、以下に述べるように、当時のポーランドの置かれた国際政治環境を考慮する必要があり、大局的視野において評価すべきとの意見も根強く、同時代的評価と歴史的評価との間で評価が割れている人物でもある。
実際のところ、1980年代初頭以前のソ連の衛星国である当時の東欧諸国がその影響下から離脱しようとした時、ソ連が容赦なく軍事侵攻している事実がある以上（例、ハンガリー動乱、プラハの春）、戒厳令を敷かなければ、ソ連政府はプラハの春に軍事介入した際に持ち出した制限主権論（ブレジネフ・ドクトリン）に基づきポーランドへ軍事侵攻を実行に移すことは明白であった。実際にソ連からは有効な対策を打たなければ実力行使を行うという期限付き最後通告を受けており、放置しておけばソ連の介入でポーランドが壊滅すると考えた末で戒厳令を決断したとされている。
一方、「ククリンスキ文書」において当時の政府内部では、民主化運動が過激化して収拾がつかない状態に陥れば「最後の手段として」ソ連その他ワルシャワ条約機構軍の受け入れ要請を行うのもやむを得ないという選択肢も検討されていたことが明らかになっている。しかし当時のヤルゼルスキ政権はソ連との間でポーランドの石炭と引き換えに食料や燃料を受け取るバーター取引により国民の生命をつないでいる状態であり、民主化運動が過激化して無政府状態にでもなればそれは即座に国民の多数が餓死する事態が容易に予想されたことから、東側軍隊の受け入れが検討されたことは、「最後の手段」としてならばごく自然な選択肢であるとも考えられる。
ヤルゼルスキ自身ものちに、「あれ（戒厳令の布告）は、（ソ連の介入という事態に比べれば）より小さな悪（lesser evil）だった」といった発言をしているが、「連帯」運動の中心的指導者のひとりであり当時は政府と激しく対立していたジャーナリストのアダム・ミフニクは、このヤルゼルスキの立場を全面的に支持している。
自らが悪者として泥をかぶり「ハンガリー動乱」や「プラハの春」のような悲劇を未然に防いだことは、ヤルゼルスキ自身の功績であるという考え方もできる。またポーランド民主化運動も彼が拒否し弾圧を過激化させていたならば、平和的に無血で政権交代に及ぶことが出来ず、ルーマニア革命や、ユーゴスラヴィアの様な内戦に陥る不安もあったと言われている。当時、鋭く対立していたヴァウェンサもその状況は理解しており、「ヤルゼルスキを裁くのは間違いだ」と強く主張し、「ヤルゼルスキに対する評価は現在の世論や政治家や司法ではなく、のちの世の歴史家の判断にゆだねるべきだ」と述べている。
東欧革命ではヴァウェンサに主役の座を譲ったが、彼自身も革命的政治家として、東欧革命の主役の一人であった。晩年は旧敵ヴァウェンサと親交を深め、時おり両夫妻で食事を共にするほどの仲であった。かつての宿敵同士は、いまや互いをこの世で最も理解する無二の親友となった。旧民主化運動のパーティーに呼ばれることもあった。ヤルゼルスキが体調を壊してからは、ヴァウェンサが見舞いに来ることも多かった。これらの際にヤルゼルスキとヴァウェンサが歓談している写真は頻繁に報道されている。

### 軍歴
- 1943年12月16日 - 少尉補
- 1944年11月11日 - 少尉
- 1945年4月25日 - 中尉
- 1946年7月22日 - 大尉
- 1948年7月10日 - 少佐
- 1949年1月25日 - 中佐
- 1953年12月31日 - 大佐
- 1956年7月14日 - 少将
- 1960年7月13日 - ポーランド軍政治総局長、中将
- 1965年 - ポーランド軍参謀総長
- 1968年 - 大将
- 1973年 - 上級大将

ポーランドの最高軍事勲章である「ヴィルトゥチ・ミリタリ」勲章を受章。

## 家庭
妻バルバラは、哲学科学準博士。1女を有する。

## 著書
- 『ポーランドを生きる』河出書房新社、工藤幸雄訳。 ISBN 4309222560

## 関連著作物
- 辺見庸『もの食う人びと』共同通信社。ISBN 4043417012 - ルポルタージュ集。「敗者の味」の章は、大統領退任後のヤルゼルスキへのインタビューに基づき執筆されている。
- リッカルド・オリツィオ『独裁者たちの言い分　トーク・オブ・ザ・デビル』 松田和也訳、柏書房、2003年。ISBN 4760124039